# Manuel de Sousa
Manuel Jorge Neves Moreira de Sousa (født 18. juni 1975) er en portugisisk fodbolddommer fra Porto. Han har dømt internationalt under det internationale fodboldforbund FIFA siden 2006, hvor han er indrangeret som kategori 1-dommer.